# Komesh Bolāgh
Komesh Bolāgh (persiska: گُموش بُلاغ, گُمِش بُلاغ, Gomūsh Bolāgh, کمش بلاغ, Gomesh Bolāgh) är en ort i Iran.   Den ligger i provinsen Hamadan, i den nordvästra delen av landet, 300 km väster om huvudstaden Teheran. Komesh Bolāgh ligger 1 823 meter över havet och antalet invånare är 319.
Terrängen runt Komesh Bolāgh är kuperad åt sydväst, men åt nordost är den platt.Runt Komesh Bolāgh är det ganska tätbefolkat, med 111 invånare per kvadratkilometer. Närmaste större samhälle är Bahār, 14,1 km öster om Komesh Bolāgh. Trakten runt Komesh Bolāgh består till största delen av jordbruksmark.